# Иван I Калита
Иван I Данилович (рус. Иван I Данилович; 1288 — 31. март 1340), познатији као Иван Калита (рус. Иван Калита), је био кнез Москве од 1325. године (велики кнез од 1328) и велики кнез Владимира од 1331. године. Због своје политике добио је надимак Калита (рус. Калита — „Врећа новца”).

## Наследство
Иван I је био млађи син Данила, кнеза Москве. Тек кад му старији брат Јуриј умире без деце 1325. године он постаје кнез Москве што убрзо потврђује и монголски врховни господар. Наслеђујући брата он уједно наслеђује и његову политику одржавања беспоговорне и економски успешне везе с Златном хордом. Први рат његове владавине је наставак Данијелова рата старог већ 50 година за Владимир против великих кнежева Твера. Због погубљења претходних кнезова Твера од Монгола тадашњи кнез се побунио 1327. године само да би био потучен од Златне хорде и њиховог московског вазала. Захваљујући тој услузи Иван I бива 1331. године окруњен за великог кнеза Владимира чиме се те две руске државе напокон уједињују. Заједно с том титулом потврђеном од кана Златне хорде стигло је и упозорења да су даља војна ширења Московске државе најстроже забрањена.

## „Врећа новца”
Немајући избора остатак своје владавине Иван I проводи мудро користећи своја финансијска средства. Како је од Монгола Москва и даље била задужена за скупљање пореза од руских земаља дио тога новца је увек остајао тамошњим кнежевима. Иван тај новац искориштава за посудбе разним кнежевствима у финансијским неприликама због чега ускоро добија надимак „Врећа новца”. Заузврат је увек тражио одређене територије или чак потпуно тестаментарно наследство. Тим начином он успјешно заобилази Монголску забрану ширења територија чему се они нити најмање не противе у касније раздобљу његова владања ради страху од јачања Литваније којој се тада приклања руско кнежевство Твер. Највећи верски успјех овог великог кнеза се догодио 1325. године пошто тада он успева наговорити руску православну цркву да премести своје седиште у тада већ богату Москву. Иван I умире природном смрћу 31. марта 1340. године препуштајући своме сину Симеону сигурно од Монгола потврђено наследство.

## Породично стабло
| \| \| \| \| \| 2. Данил Московски \| \| \| \| \| \| \| \| \| \| \| \| \| \| \| \| \| \| \| \| \| \| \| \| \| \| \| \| \| \| \| \| \| 1. Иван Калита \| \| \| \| \| \| \| \| \| \| \| \| \| \| \| \| \| \| \| \| \| \| \| \| \| |                |  |  |                    |  |  |  |
| |                |  |  | 2. Данил Московски |  |  |  |
| |                |  |  |                    |  |  |  |
| |                |  |  |                    |  |  |  |
| |                |  |  |                    |  |  |  |
| | 1. Иван Калита |  |  |                    |  |  |  |
| |                |  |  |                    |  |  |  |
| |                |  |  |                    |  |  |  |